# Сальково (село, Москва)
Сальково — село в Троицком административном округе Москвы (до 1 июля 2012 года в составе Подольского района Московской области). Входит в состав поселения Клёновское.

## Население
| 1859 | 1890 | 1899 | 1926 | 2002 | 2006 | 2010 |
| ---- | ---- | ---- | ---- | ---- | ---- | ---- |
| 461  | ↗490 | ↘387 | ↗390 | ↘10  | ↘4   | ↗13  |

Согласно Всероссийской переписи, в 2002 году в селе проживало 10 человек (6 мужчин и 4 женщины). По данным на 2005 год в деревне проживало 4 человека.

## География
Село Сальково расположено в восточной части Троицкого административного округа, у границы с Подольским районом, на правом берегу реки Мочи примерно в 60 км к юго-западу от центра города Москвы.
В 5 км северо-западнее села проходит Варшавское шоссе, в 10 км к востоку — Симферопольское шоссе М2, в 4 км к северо-востоку — Московское малое кольцо А107, в 7 км к югу — Большое кольцо Московской железной дороги.
К селу приписано 10 садоводческих товариществ. Ближайшие населённые пункты — деревни Чегодаево, Свитино и село Клёново.
На территории Новой Москвы также есть деревня с таким же названием, она находится в Новомосковском административном округе и входит в состав поселения Рязановское.

## История
О существовании села известно с 1584 года. Тогда здесь стояла церковь Параскевы Пятницы. В XVII веке село Сальково было владением дворцового Ново-Спасского монастыря.
В 1722 году в селе была построена каменная Благовещенская церковь.
В «Списке населённых мест» 1862 года Салково (Десятая Пятница) — казённая деревня 1-го стана Подольского уезда Московской губернии по левую сторону Московско-Варшавского шоссе, из Подольска в Малоярославец, в 16 верстах от уездного города и 12 верстах от становой квартиры, при речке Унивке и колодцах, с 72 дворами, православной церковью, ярмаркой и 461 жителем (186 мужчин, 275 женщин).
По данным на 1890 год — село Клёновской волости Подольского уезда с 490 жителями.
В 1913 году — 78 дворов, церковно-приходская школа, чайная лавка, квартира урядника.
По материалам Всесоюзной переписи населения 1926 года — центр Сальковского сельсовета Клёновской волости Подольского уезда в 5,3 км от Варшавского шоссе и 8,5 км от платформы Львовская Курской железной дороги, проживало 390 жителей (174 мужчины, 216 женщин), насчитывалось 88 хозяйств, из которых 87 крестьянских.
1929—1963, 1965—2012 гг. — населённый пункт в составе Подольского района Московской области.
1963—1965 гг. — в составе Ленинского укрупнённого сельского района Московской области.
С 2012 г. — в составе города Москвы.

## Достопримечательности
В селе Сальково находится одноглавая церковь Благовещения Пресвятой Богородицы, построенная в 1722 году в духе московского зодчества. В 1830—1840-х годах к церкви была пристроена колокольня. В 1920-х годах церковь была закрыта и позднее превратилась в руины. В 1999 году заброшенное здание передали Русской православной церкви. Ведутся ремонтно-восстановительные работы. Церковь Благовещения Пресвятой Богородицы является памятником архитектуры местного значения.